# Nearcha caronia
Nearcha caronia là một loài bướm đêm trong họ Geometridae.